# Mercedes Carné
Mercedes Carné (Río de Janeiro, 12 de abril de 1908-Chacabuco, 21 de septiembre de 1998) fue una popular actriz y cantante de tangos y melódicos que hizo su carrera en Argentina.

## Carrera
Hija de los cantantes líricos, Jaime Carné y Vicenta Soler, que integraron la compañía del barítono español Luis Sagi Barba que actuaba en Brasil, Carné nació en uno de los barcos brasileros cuando sus padres regresaban a su país natal. 
Se destacó por su elegancia en el vestir, un par de ojos renegridos y una voz bien timbrada, realizando la mayoría de sus grabaciones en 1931.
Perteneció al grupo de cancionistas argentinas que dejaron su enorme huella en el mundo del tango cantados por mujeres, entre ellas se incluyen a Libertad Lamarque, Azucena Maizani, Ada Falcón, Mercedes Simone, Amelita Baltar, Sofía Bozán, Rosita Quiroga, Lely Morel, Adhelma Falcón, Manolita Poli, Tania, Tita Merello, Anita Palmero, Laurita Hernández, entre otras.
En teatro su debut se realizó a la edad precoz de tan solo 15 días, al salir en brazos de su padre en una obra lírica, Los magyares, que él protagonizaba en Argentina. Luego a los seis años canta algunas tonadillas y fragmentos de cuplés que había impuesto con gran éxito en Buenos Aires, la cantante española La Goya (Aurora Jauffret de Borrás), en el año 1914. Por esta actuación la propia actriz y cantora, sorprendida por el descaro de la niña, le puso La Bella Goyita.
Mercedes comenzó a cantar en el Bar Guaraní, primero acompañada por un guitarrista Rodríguez y los hermanos Casals, más adelante por el trío Ángel Greco, Ciacio y Buscaglia.
En la década del '30 había pasado por diversas emisoras formando parte del elenco de Juancito de la Ribera, de Alberto Vaccarezza donde cantó El poncho del amor de Antonio Scatasso. Con el acompañamiento del sexteto de Carlos Di Sarli, registró 22 temas a lo largo de 1931 y parte de 1932. 
Debuta como cancionista en 1930] en Radio París, cantando su primer tema No me escribas, de Bardi y Caruso. Cuando se inauguró en 1935 Radio El Mundo es la primera figura femenina contratada, compartiendo el micrófono con Ada Falcón, Héctor Palacios y Francisco Lomuto. Luego de dos años pasó a Radio Belgrano. En 1941 se convirtió en actriz de radioteatro trabajando en Radio Argentina junto con la orquesta de Félix Guillán. Más tarde formó parte de la compañía de Juan Carlos Chiappe. Su última intervención en radio fue en 1975, acompañada por el actor Jorge Bellizi, y por la desaparecida Radio Porteña.
En 1944 realizó una extensa gira para recolectar fondos para los damnificados del terrible terremoto de San Juan, donde recaudó cifras elevadas rifando sus besos al público.
En teatros tuvo incursiones en obras como:
- La historia del tango (1939), con Pepe Cicarelli e Inés Duckse. Las críticas de la época destacaban su interpretación hacia el tango Mi noche triste
- Sunchales, en Teatro Nacional, donde el director de la orquesta, Salvador Merico, la incorpora al coro que dirigía el maestro Antonio Lozzi, donde canta el tango de Filiberto Amigazo.
- Obra de la compañía encabezada por Enrique Muiño, donde cantó con el acompañamiento de la orquesta de Juan Maglio en el Teatro Smart.
- Gente seria, estrenada en el Teatro de la Comedia en Rosario.
- La vida de Santa Lucía', en el personaje de Clara Huergo.[5]
- Arturito y Alvarito... ahora hasta el infinito... con un saludo a Juancito (1960) de Germán Ziclis, con una Compañía teatral que formó junto con el actor cómico Zelmar Gueñol.[6]

A lo largo de su carrera cinematográfica compartió escenas con importantes actores de la época de oro del cine argentino como Libertad Lamarque, Felipe Dudán, Elvita Solán, Alfredo Arrocha, Alberto del Solar, Miguel Faust Rocha, Atilio Supparo, Héctor Miranda, Carlos Gordillo, entre otros.
Entre algunos de sus populares tangos se destacan:
- Rebelde[8]
- Volve, junto a Edgardo Donato[9]
- Mi noche triste

## Vida privada
Carné mantuvo una relación sentimental con el director, músico y actor argentino Héctor Bates, a quien conoció al rodar la película de 1930 Canción de cuna.

## Filmografía
- 1925: Tu cuna fue un conventillo (sin sonido)
- 1930: Canción de cuna (cortometraje)
- 1948: Su íntimo secreto[11]